# Marwan II
Marwan II (właśc. Marwan ibn Muhammad ibn Marwan, arab. ‏مروان بن محمد بن مروان بن الحكم‎; ur. ok. 692, zm. 750) – ostatni kalif z dynastii Umajjadów. Był wnukiem kalifa Marwana I. Doświadczenie wojskowe i polityczne zdobywał w Armenii i Azerbejdżanie. Został kalifem po obaleniu Ibrahima ibn al-Walida. Na lata jego rządów przypadł okres licznych powstań i niepokojów. Utracił władzę i życie w wyniku jednego z nich, powstania Abbasydów.

## Pochodzenie i początki kariery
Był synem Muhammada ibn Marwana i wnukiem kalifa Marwana I. Nie jest znana tożsamość jego matki. Prawdopodobnie była ona niewolną Kurdyjką, która po zwycięstwie kalifa Abd al-Malika nad Abd Allahem ibn az-Zubajrem w 692 roku stała się własnością Muhammada ibn Marwana. Według niektórych przesłanek była już wówczas w ciąży, co oznaczałoby, że Marwan był przyrodnim synem Muhammada. Tezie tej przeczą jednak inne relacje, w tym opis historyka At-Tabariego, według którego Marwan urodził się w roku 695 lub 696.
W początkach swojej kariery wojskowej i politycznej działał głównie w rejonie Kaukazu, Armenii i Azerbejdżanu. W 730 roku uczestniczył w misji do Armenii swojego kuzyna Maslamy ibn Abd al-Malika. Odznaczył się wówczas w walkach, dzięki czemu został mianowany gubernatorem Azerbejdżanu i Armenii. Według At-Tabariego urząd ten objął bezpośrednio po Maslamie w 732 roku. Inne źródła podają zaś, że na tym stanowisku w 734 lub 735 roku zastąpił Sa'ida ibn Amr al-Harashiego.
Podczas swojego namiestnictwa w Azerbejdżanie i Armenii wspierał miejscowy ród Bagratydów przeciwko ich politycznym konkurentom – Mamikonianom. Wygnał z kraju Dawida i Grzegorza Mamikonianów, gdy Ci nie zaakceptowali powołania Aszota Bagrata na stanowisko zarządcy Armenii. W 737 roku wspomagany przez siły armeńskie wyprawił się na Kaukaz. W 744 roku, gdy Jazid III objął władzę w kalifacie po zamordowaniu Al-Walida ibn Jazida, rozważał wyprawienie się na południe w celu walki z nowym władcą. Został jednak powstrzymany przez wykrycie w swojej armii spisku Thabita ibn Nu'ayma, przedstawiciela Jemenitów. Thabit został wówczas aresztowany, zaś Jemenici odesłani do Syrii.
Podczas kilkumiesięcznych rządów Jazida III pozostawał gubernatorem Mezopotamii. Jego siedzibą było wówczas Harran. We wrześniu 744 roku, gdy Jazid został zabity, nie uznał panowania brata dotychczasowego kalifa, Ibrahima ibn al-Walida. Przekroczył wraz ze swoją armią Eufrat i rozpoczął marsz na Damaszek. Początkowo miał prawdopodobnie na celu wyniesienie na tron przetrzymywanych w niewoli synów Al-Walida ibn Jazida. W szybkim tempie zdobył północną Syrię wraz z miastem Hims oraz pokonał Sulajmana ibn Hiszama w bitwie na drodze z Baalbek do Damaszku. Wówczas Ibrahim zbiegł do Palmyry, wcześniej rozkazując zamordować synów Al-Walida.

## Rządy w kalifacie

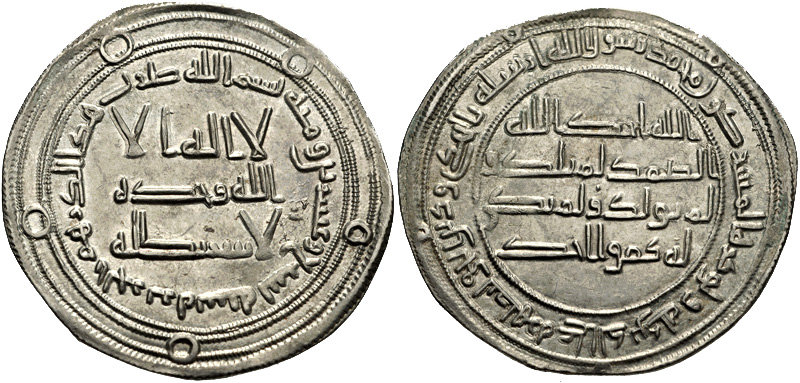
Dirhemy bite za rządów Marwana II

Po wkroczeniu do Damaszku został obwołany kalifem. W grudniu 744 roku odbyła się baja, zaś Sulajman ibn Hiszam zaakceptował jego władzę. Na początku 745 roku powrócił na krótki czas do Harran. Wkrótce musiał jednak przybyć z powrotem do Syrii, gdzie wybuchły trzy powstania: w Damaszku, Hims i Palestynie. Przywódcą trzeciego z nich był Thabit ibn Nu'aym. Marwan na początku 745 roku zdobył Hims, następnie pokonał siły Jazida ibn Chalida al-Kasriego pod Damaszkiem, wreszcie zwyciężył Thabita pod Tyberiadą. Korzystając z tego zwycięstwo doprowadził do uznania jego synów za następców.
Po stłumieniu ostatnich ognisk oporu w Syrii powołał kontyngent z miejscowej ludności, który przyłączono do wyruszającej do Iraku armii Jazida ibn Hubajry. Gdy wojska te przechodziły w pobliżu Al-Rusafy, gdzie przebywał Sulajman ibn Hiszam, kontyngent syryjski zdezerterował i przyczynił się do wybuchu powstania Sulajmana. Marwan pobił siły Sulajmana pod Kinnesrin, a następnie po raz kolejny zdobył Hims.
Gdy kalif przebywał w Syrii, w Iraku wybuchło powstanie charydżytów. Prowincji tej do powrotu Marwana bronił jego syn, Abd Allah. Latem 746 roku udało się stłumić bunt, zaś w 747 roku Marwan ostatecznie podporządkował sobie Irak. W tym samym roku wybuchło powstanie Abu Muslima w Chorasanie. Kalif nie był w stanie wysłać na czas posiłków tamtejszemu dowódcy, Nasrowi ibn Sajjarowi, gdyż był pochłonięty tłumieniem powstania charydżytów i walkami pomiędzy Jemenitami a Mudarytami. W styczniu 750 roku doszło do bitwy nad Wielkim Zabem. Marwan poniósł w niej klęskę, musiał ratować się ucieczką na drugą stronę rzeki, a następnie z niewielkimi siłami podjął ucieczkę na południowy wschód. Przez siły Abbasydów został dogoniony w Górnym Egipcie. W wyniku niewielkiej potyczki poniósł śmierć.